# Rita Lejeune
Rita Lejeune (Herstal, Bélgica, 22 de noviembre de 1906 - 18 de marzo de 2009) fue una filóloga belga, profesora en la Universidad de Lieja llegando a ser una pionera en la confirmación de la mujer en el mundo académico. Fue especialista en literatura francesa y occitana de la Edad Media. También realizó trabajos sobre la literatura valona.
Fue miembro de la Real Academia de las Ciencias y las Artes Belga.

## Algunas publicaciones
- Rita Lejeune-Dehousse. L'œuvre de Jean Renart, contribution à l'étude du genre romanesque au Moyen Age. 1935. Ed. Faculté de Philosophie et Lettre. Lieja. 470 pp. reeditó en 1968, Slatkine Reprints, Ginebra[3]

- Histoire sommaire de la Littérature Wallonne, Office de Publicité, Bruxelles, 1942, 117 pp.[4]

- Rita Lejeune. Recherches sur le thème: Les chansons de geste et l'histoire. 1948. Ed. Faculté de Philosophie et Lettre. Lieja. 255 pp.[5]

- Rita Lejeune, Jacques Stiennon. La légende de Roland dans l'art du moyen âge, vol 1. Ed. Arcase. 1966. 811 pp.[6][7]

- Saint-Laurent de Liège. Église, abbaye et hôpital militaire. Mille ans d'histoire, Lieja, Soledi / Universidad de Lieja, 1968

- « Le Roman de Guillaume de Dole et la principauté de Liège », en Cahier de civilisation médiévale 18: 1-24, 1974[8]

- La Wallonie, le Pays et les Hommes: Histoire, Économie, Sociétés, La Renaissance du Livre, 1975-1976, 2 vols.

- Jean Renart et le roman réaliste au 13e siècle, en Grundriss der romanischen Literaturen des Mittlealters, Heidelberg, 1978, IV/1: 400-446

- « Les bourgeois et la bourgeoisie au 13e siècle dans les œuvres littéraires de l'est wallon », Revue de l'Université de Bruxelles 4: 483-491. 1978

- Du nouveau sur Jean Renart, 24 pp. Lieja, 1997